# Операција Тријумф
Операција тријумф је регионално музичко такмичење 5 земаља западног Балкана — Србије, Хрватске, Босне и Херцеговине, Македоније и Црне Горе. Овај ријалити-шоу, који је сниман на Кошутњаку, у Београду, почео је са приказивањем 30. септембра 2008, а завршио се 5. јануара 2009. Телевизије које су приказивале „Операцију Тријумф“ су „Б92“ (Србија), „Нова“ (Хрватска), Федерална телевизија (Федерација Босне и Херцеговине, БиХ), Радио-телевизија Републике Српске (Република Српска, БиХ), „А1“ (Македонија) и „Ин“ (Црна Гора). Победио је Аднан Бабајић, који је као награду добио снимање албума, као и уговор са америчком дискографском кућом „Јуниверзал мјузик груп“ (енгл. Universal Music Group).

## Такмичари
Прве вечери, на Академију је ушло 16 студената, али их је у току такмичења убачено још двоје.
- Ивана Никодијевић, Земун, Београд, Србија (избачена 13. октобра; номинована са Николом Пауновићем)
- Антонија Беседник, Загреб, Хрватска (избачена 20. октобра; номинована са Ђорђем Гоговим)
- Андреа Харапин, Кутина, Хрватска (избачена 27. октобра; номинована са Николом Сарићем)
- Јасмина Миџић, Бихаћ, БиХ (избачена 3. новембра; номинована са Данијелом Павловићем)
- Мирјана Костић, Кањижа, Србија (убачена 28. октобра, а избачена 10. новембра; номинована са 8 других такмичара)
- Кристијан Јованов (убачен 28. октобра, а избачен 10. новембра; номинован са 8 других такмичара)
- Милица Мајсторовић, Крагујевац, Србија (избачена 17. новембра; номинована са Аднаном Бабајићем)
- Ђорђе Гогов, Димитровград/Крагујевац, Србија (избачен 24. новембра; номинован са Вукашином Брајићем)
- Никола Пауновић, Крагујевац, Србија (избачен 8. децембра; номинован са Аном Бебић)
- Никола Сарић, Београд, Србија (избачен 8. децембра; номинован са Вукашином Брајићем)
- Соња Бакић, Сомбор/Нови Сад, Србија (избачена 22. децембра; номинована са Вукашином Брајићем)
- Игор Цукров, Сплит, Хрватска (избачен 29. децембра; номинован са Вукашином Брајићем)
- Ана Бебић, Метковић, Хрватска (избачена 4. јануара у полуфиналу; 6. место)
- Данијел Павловић, Крагујевац, Србија (избачен 5. јануара у финалу; 5. место)
- Нина Петковић, Тиват, Црна Гора (избачена 5. јануара у финалу; 4. место)
- Александар Белов, Неготино, Македонија (избачен 5. јануара у финалу; 3. место)
- Вукашин Брајић, Београд/Сански Мост, Србија/БиХ (избачен 5. јануара у финалу; 2. место)
- Аднан Бабајић, Живинице, БиХ (победник)

## Гала вечери

### Отварање
Отварање „Операције Тријумф“ одржано је 29. септембра, и то је било званично отварање Операције тријумф. Заједно са студентима, неке од својих највећих хитова извели су Каролина Гочева, Јелена Розга, Сергеј Ћетковић, Марија Шерифовић, „Лет 3“ и светска музичка звезда Анастасија.

### Прво гала вече
На првој гала вечери, 6. октобра гостовали су Жељко Јоксимовић, Северина Вучковић и Лака.
- Ана Бебић — Тридесете (Северина Вучковић)
- Антонија Беседник и Северина — Гас, гас
- Нина Петковић и Жељко Јоксимовић — Лане моје
- Ђорђе Гогов и Лака — Џемпер
- Аднан Бабајић и Лака — Покушај
- Никола Пауновић и Андреа Харапин — Годинама (Дино Мерлин и Ивана Банфић)
- Александар Белов и Милица Мајсторовић — Чија си (Тоше Проески)

### Друго гала вече
Друге вечери, када је први кандидат (Ивана Никодијевић) избачен, гости емисије били су Магазин и Зана.
- Ивана Никодијевић — Баракуда (Викторија)
- Соња Бакић и „Магазин“ — Гинем
- Нина Петковић и „Магазин“ — Царе
- Антонија Беседник и „Зана“ — Нисам девојка твога друга
- Андреа Харапин и „Зана“ — Додирни ми колена
- Ђорђе Гогов — Није за њу (Оливер Мандић)
- Никола Пауновић — Звао сам је Емили (Здравко Чолић)
- Никола Сарић и Ана Бебић — Принцеза (Дадо Топић и Слађана Милошевић)
- Милица Мајсторовић — Hung Up (Мадона)
- Данијел Павловић и Јасмина Миџић — Јесен у мени (Парни ваљак)

### Треће гала вече
Треће гала вече је одржано 20. октобра. Специјални гости су били певач Жељко Самарџић, певачица Елена Ристеска, музички састав „Атомско склониште“ и певачи Скај Виклер и Ајс Нигрутин. Вече су својим наступом отворили номиновани такмичари — Ђорђе Гогов и Антонија Беседник, који су отпевали следеће песме:
- (Брајан Адамс)
- Као да ме нема ту (Вана).

Такмичење је напустила Антонија.
- Нина Петковић и Милица Мајсторовић — Mamma Mia (АББА)
- Андреа Харапин и „Атомско склониште“ — Треба имат' душу
- Јасмина Миџић и Елена Ристеска — Милионер
- Ана Бебић и Елена Ристеска — Нинанајна
- Вукашин Брајић и Соња Бакић — Apologize (OneRepublic)
- Никола Сарић — Марина (Прљаво казалиште)

Као и протеклих недеља, Александар је добио највише гласова публике, чиме је постао имун на номинације. Одлуком жирија, номиновани такмичари су Никола Сарић, Андреа, Никола Пауновић и Соња. Одлуком директора, од номинација је спашена Соња, док студенти спашавају Николу Пауновића. На крају гала вечери, на Академију су, заједно са студентима, као специјални гости, ушли и Скај Виклер и Ајс Нигрутин.

### Четврто гала вече
Четврто гала вече је одржано 27. октобра. Специјални гости су били певачи Кемал Монтено и Борис Новковић. Вече су својим наступом отворили номиновани такмичари — Никола Сарић и Андреа Харапин, који су отпевали следеће песме:
- — Вајтснејк, односно
- Пријатељице — Северина Вучковић.

Такмичење је напустила Андреа.
Остали такмичари су извели следеће песме:
- Александар Белов и Борис Новковић — Тамара
- Милица Мајсторовић и Ивана Никодијевић — Тко је крив (Северина Вучковић и Борис Новковић)
- Нина Петковић и Кемал Монтено — Овако не могу даље (Данијела Мартиновић и Кемал Монтено)

Као и протеклих недеља, Александар је добио највише гласова публике, чиме је постао имун на номинације. Одлуком жирија, номиновани такмичари су Јасмина, Данијел, Никола Пауновић и Нина. Одлуком директора, од номинација је спашена Нина Петковић, док студенти спашавају Николу Пауновића.

### Пето гала вече
Пето гала вече је одржано 3. новембра. Специјални гости су били певачица Марина Перазић и група „Негатив“. Вече су, својим наступом, отворили номиновани такмичари — Данијел Павловић и Јасмина Миџић, који су отпевали следеће песме:
- Једина — Тоше Проески, односно
- Као со у мору — Александра Радовић и
- — Џастин Тимберлејк и Мадона, коју су отпевали у дуету.

Такмичење је напустила Јасмина, која је добила 46,3% гласова публике, наспрам 53,7% које је добио Данијел.
Остали такмичари су наступали следећим редоследом:
- Александар Белов и Марина Перазић — Воли ме још ову ноћ (Денис и Денис)
- Кристијан Јованов — 1000 разлога (Сергеј Ћетковић)
- Нина Петковић и Негатив — Без промене
- Игор Цукров — Con te partirò (Андреа Бочели)
- Ђорђе Гогов и Никола Пауновић — А шта да радим (Азра)
- Милица Мајсторовић и Марина Перазић — Соба 23 (Денис и Денис)
- Соња Бакић и Мирјана Костић — Free Your Mind (Ен воуг)
- Ана Бебић и Негатив — Ти ме не волиш
- Аднан Бабајић — Пристао сам бићу све што хоћеш (Бијело дугме)
- Никола Сарић и Вукашин Брајић — Да ми је бити морски пас/Ја волим само себе (Осми путник/Психомодо поп)

Као и протеклих недеља, Александар је добио највише гласова публике, чиме је постао имун на номинације. Одлуком директора Академије, сви студенти су номиновани због кршења одредби из уговора. Одлуком жирија, од номинација су спашени Игор и Ђорђе, директор спашава Ану, а студенти спашавају Соњу.

### Шесто гала вече
Шесто гала вече је одржано 10. новембра. Специјални гости су били певач Дадо Топић и Калиопи. Вече су, својим наступом, отворили номиновани такмичари који су отпевали следеће песме:
- Данијел Павловић — Sexy Back (Џастин Тимберлејк),
- Милица Мајсторовић — Кад волиш (Каролина Гочева),
- Никола Сарић и Дадо Топић — Да ли знаш да те волим,
- Никола Пауновић — Дирлија (Црвена јабука),
- Аднан Бабајић — Viva las Vegas (Елвис Пресли),
- Нина Петковић — Don't Speak (Ноу даубт),
- Кристијан Јованов — Пусти, пусти моду (Здравко Чолић),
- Вукашин Брајић — Клатно (Ван Гог) и
- Мирјана Костић и Калиопи — Кофер љубави.

Такмичење су напустили Мирјана Костић и Кристијан Јованов, зато што су, од свих номинованих такмичара, они добили најмање гласова публике (Мирјана 2,5%, а Кристијан 4,8%).
Остали такмичари су наступали следећим редоследом:
- Ана Бебић — Crazy in Love (Бијонсе Ноулс)
- Соња Бакић и Калиопи — Рођени
- Ђорђе Гогов — Ти си ми у мислима (Дино Дворник)
- Александар Белов и Дадо Топић — Македонија
- Игор Цукров — Полудећу (Оливер Мандић)

Као и протеклих недеља, Александар је добио највише гласова публике, чиме је постао имун на номинације. Одлуком жирија, номиновани такмичари су Никола Пауновић, Милица Мајсторовић, Аднан Бабајић и Ана Бебић. Одлуком директора, од номинација је спашена Ана Бебић, док студенти спашавају Николу Пауновића.

### Седмо гала вече
Седмо гала вече је одржано 17. новембра. Специјални гости су били музички састави „Колонија“ и „Дивље јагоде“. Вече су, својим наступом, отворили сви студенти извођењем Химне Академије, коју су сами осмислили. После овог извођења, наступили су номиновани такмичари — Аднан Бабајић и Милица Мајсторовић, који су отпевали следеће песме:
- Теби је лако — Бојан Маровић, односно
- — Ана Окса.

Такмичење је напустила Милица Мајсторовић, која је добила 25,1% гласова публике, наспрам 74,9% које је добио Аднан.
Остали такмичари су наступали следећим редоследом:
- Нина Петковић и Колонија — Мирно море
- Данијел Павловић — Бацила је све низ ријеку (Индекси)
- Никола Сарић — Када сањамо (Пилоти)
- Игор Цукров — Yesterday (Битлс)
- Ђорђе Гогов и Дивље јагоде — Мотори
- Ана Бебић — Get the Party Started (Пинк)
- Соња Бакић и Колонија — Пламен од љубави
- Никола Пауновић и „Дивље јагоде“ — Криво је море
- Александар Белов — Пјесмо моја (Здравко Чолић)
- Вукашин Брајић — Highway to Hell (AC/DC)

Као и протеклих недеља, Александар је добио највише гласова публике, чиме је постао имун на номинације. Одлуком жирија, номиновани такмичари су Вукашин Брајић, Никола Сарић, Ђорђе Гогов и Соња Бакић. Одлуком директора, од номинација је спашен Никола Сарић, док студенти спашавају Соњу Бакић.

### Осмо гала вече
Осмо гала вече је одржано 24. новембра. Специјални гости су били певач Бојан Маровић и певачица Данијела Мартиновић. Вече су, својим наступом, отворили сви студенти извођењем рок верзије Химне Академије. После овог извођења, наступили су номиновани такмичари — Вукашин Брајић и Ђорђе Гогов, који су отпевали следеће песме:
- — Екстрим, односно
- — Дип перпл и
- — Лени Кравиц, коју су отпевали у дуету.

Такмичење је напустио Ђорђе, који је добио 43,2% гласова публике, наспрам 56,8% које је добио Вукашин.
Остали такмичари су наступали следећим редоследом:
- Никола Пауновић и Бојан Маровић — Као ти
- Никола Сарић — Све још мирише на њу (Парни ваљак)
- Ана Бебић и Данијела Мартиновић — Плеши са мном
- Александар Белов — Vertigo (U-2)
- Соња Бакић — Све смо могли ми (Јадранка Стојаковић)
- Аднан Бабајић и Бојан Маровић — Више те нема
- Нина Петковић и Данијела Мартиновић — Нека ми не сване
- Игор Цукров — Ако има Бога (Бијело дугме)
- Данијел Павловић — Суада (Плави оркестар)

Као и протеклих недеља, Александар је добио највише гласова публике, чиме је постао имун на номинације. Одлуком жирија, номиновани такмичари су Никола Пауновић, Ана Бебић, Соња Бакић и Нина Петковић. Одлуком директора, од номинација је спашена Нина Петковић, док студенти спашавају Соњу Бакић.

### Девето гала вече
Девето гала вече је требало да буде одржано 1. децембра, а као специјални гости требало је да наступе Горан Каран и Александра Радовић. Међутим, због смрти сина чланице жирија Марине Туцаковић, гала вече је одложено за 8. децембар. Сви студенти, сем номинованих, су добили нове песме за следеће гала вече, док су песме које је требало да изведу у дуетима остале исте.
Девето гала вече је одржано 8. децембра. Специјални гости су били Јелена Розга и Емина Јаховић. Вече су, својим наступом, отворили номиновани такмичари — Ана Бебић и Никола Пауновић, који су отпевали следеће песме:
- — Синди Лопер, односно
- — Бон Џови и
- — Џон Траволта и Оливија Њутон-Џон, коју су отпевали у дуету.

Такмичење је напустио Никола, који је добио 47,1% гласова публике, наспрам 52,9% које је добила Ана.
Све такмичарке су извеле песму „So What“, певачице Пинк, док су сви мушки такмичари извели делове песама групе „Битлс“ — „Help!“ и „A Hard Day's Night“.
Такмичари су самостално наступали следећим редоследом:
- Вукашин Брајић — Крени према мени (Партибрејкерс)
- Александар Белов и Емина Јаховић —Још ти се надам (Емина Јаховић и Саша Ковачевић)
- Никола Сарић — Сањао сам ноћас да те немам (Бијело дугме)
- Нина Петковић и Јелена Розга — Дај шта даш
- Аднан Бабајић — Пратим те (Тоше Проески)
- Данијел Павловић — Хипнотизиран (Дино Дворник)
- Игор Цукров — Жуте дуње (Индекси)
- Соња Бакић и Јелена Розга — Ожиљак

Као и протеклих недеља, Александар је добио највише гласова публике, чиме је постао имун на номинације. Одлуком жирија, номиновани такмичари су Вукашин Брајић, Никола Сарић, Ана Бебић и Соња Бакић. Одлуком директора, од номинација је спашена Ана Бебић, док студенти спашавају Соњу Бакић.

### Десето гала вече
Десето гала вече је одржано 15. децембра. Специјални гости су били Петар Грашо и Каролина Гочева. Вече су својим наступом отворили номиновани такмичари — Никола Сарић и Вукашин Брајић, који су отпевали следеће песме:
- Дошао сам да ти кажем да одлазим — Бијело дугме, односно
- — Нирвана и
- Балкан — Азра, коју су отпевали у дуету.

Такмичење је напустио Никола, који је добио 46,5% гласова публике, наспрам 53,5% које је добио Вукашин.
Такмичари су наступали следећим редоследом:
- Вукашин, Никола, Данијел Павловић, Ана Бебић и Соња Бакић — We Will Rock You/We Are the Champions (Квин)
- Данијел и Петар Грашо — Уторак
- Соња Бакић — La Vie en rose (Грејс Џоунс)
- Нина Петковић и Каролина Гочева — Мојот свет
- Аднан Бабајић и Александар Белов — Има нека тајна веза (Бијело дугме)
- Игор Цукров — Једна зима са Кристином (Здравко Чолић)
- Ана Бебић, Соња и Каролина Гочева — Lady Marmalade (Кристина Агилера, Пинк, Лил Ким и Маја)
- Ана —  (Бритни Спирс)
- Александар — Тајно моја (Тоше Проески)
- Аднан Бабајић и Петар Грашо — Вера од сувог злата
- Игор и Нина — My Heart Will Go On (Селин Дион)

Као и протеклих недеља, Александар је добио највише гласова публике, чиме је постао имун на номинације. Одлуком жирија, номиновани такмичари су Вукашин Брајић, Соња Бакић, Ана Бебић и Нина Петковић. Одлуком директора, од номинација је спашена Ана Бебић, док студенти спашавају Нину Петковић.

### Једанаесто гала вече
Једанаесто гала вече је одржано 22. децембра. Специјални гости су били Горан Каран, Александра Радовић и Џуниор Џек. Вече су својим наступом отворили номиновани такмичари — Соња Бакић и Вукашин Брајић, који су отпевали следеће песме:
- — Џамилија, односно
- — Металика и
- Свет туге — Негатив, коју су отпевали у дуету.

Такмичење је напустила Соња, која је добила 38% гласова публике, наспрам 62% које је добио Вукашин.
Такмичари су наступали следећим редоследом:
- Соња, Ана Бебић и Нина Петковић — SOS/Tainted Love/Disturbia (Ријана/Софт сел/Ријана)
- Александар Белов и Горан Каран — Остани
- Ана, Игор Цукров и Вукашин — Ми плешемо/Маљчики (Праљаво казалиште/ВИС Идоли)
- Соња и Џуниор Џек —
- Нина Петковић и Александра Радовић — Чувам те
- Аднан Бабјић — Живим да те нађем (Владо Георгиев)
- Данијел Павловић и Горан Каран — Вагабундо
- Ана и Александра Радовић — Ниси мој
- Игор — Angie (Ролинг стоунс)
- Нина и Александар — Џули/Karma Chameleon (Данијел Поповић/Колчер клаб)
- Данијел и Аднан — Стојим на кантуну/Сунчан дан (Ђаволи)

Као и протеклих недеља, Александар је добио највише гласова публике, чиме је постао имун на номинације. Одлуком жирија, номиновани такмичари су Вукашин Брајић, Игор Цукров, Аднан Бабајић и Нина Петковић. Одлуком директора, од номинација је спашена Нина Петковић, док студенти спашавају Аднана Бабајића.

### Дванаесто гала вече
Дванаесто гала вече је одржано 29. децембра. Специјални гости су били Милена Вучић, Јелена Томашевић и Сакис Рувас. Вече су својим наступом отворили номиновани такмичари — Вукашин Брајић и Игор Цукров, који су отпевали следеће песме:
- Године пролазе — Парни ваљак, односно
- — Аеросмит.

Такмичење је напустио Игор, који је добио 38,3% гласова публике, наспрам 61,7% које је добио Вукашин.
Такмичари су наступали следећим редом:
- Ана Бебић и Милена Вучић — Луче
- Данијел Павловић — Магдалена (Оливер Драгојевић)
- Александар Белов и Аднан Бабајић — Скопје (Леб и сол)
- Ана, Нина Петковић и Јелена Томашевић — Оро
- Аднан — Мој је живот Швајцарска (Дино Мерлин)
- Нина и Милена Вучић — Да л' она зна
- Александар и Сакис Рувас —
- Игор и Вукашин — 
- Данијел и Јелена Томашевић — Кошава
- Ана и Нина — I Kissed a Girl/Hot N Cold (Кејти Пери)

На крају ове гала вечери, преостали студенти — Аднан, Ана, Александар, Данијел, Нина и Вукашин, постали су полуфиналисти.

### Полуфинале
Полуфинале прве сезоне Операције Тријумф одржано је 4. јануара 2009. године. Специјални гости су били Ју група и Аки Рахимовски. Полуфиналисти су извели следеће песме:
- Александар Белов — Ти си ми у крви (Здравко Чолић)
- Данијел Павловић — Страх ме да те волим (Хари Мата Хари)
- Вукашин Брајић и Аки Рахимовски — Угаси ме (Парни ваљак)
- Нина Петковић — Nothing Compares 2 U (Шинејд О'Конор)
- Александар Белов и Ју група — Као морнар
- Вукашин — Angels (Роби Вилијамс)
- Аднан Бабајић — Темпера (Џибони)
- Данијел и Аки Рахимовски — Када ме дотакнеш (Парни ваљак)
- Ана Бебић — Sing It Back/Familiar Feeling (Молоко)
- Ана и Нина — Тек је 12 сати/Све бих дала да знам (Е. Т.)
- Аднан и Ју група — Дунавом још шибају ветрови

Раније избачени такмичари су извели следеће песме:
- Игор Цукров, Андреа Харапин и Кристијан Јованов — Пјевајмо до зоре (Филм)
- Соња Бакић, Милица Мајсторовић и Антонија Беседник — Don't Let Go (Love) (Ен воуг)
- Никола Пауновић, Никола Сарић и Ђорђе Гогов — White Wedding/L.A. Woman (песма) (Били Ајдол)

Добивши најмање гласова публике (1,5%), такмичење је напустила Ана Бебић.

### Финале
Финале прве сезоне Операције Тријумф одржано је 5. јануара 2009. године. Вече су отворили финалисти извевши песму „Live and Let Die“. У првом кругу, финалисти су извели следеће песме:
- Данијел Павловић — Мило моје (К2)
- Нина Петковић — Нађи ме (Октобар 1864)
- Вукашин Брајић — Easy (Фејт ноу мор)
- Аднан Бабајић — Коприва (Ал Дино)
- Александар Белов — Красива (Здравко Чолић)

Након што је Ана Бебић, полуфиналисткиња избачена претходне вечери, извела Мадонину песму „Frozen“, такмичење су напустили Данијел Павловић и Нина Петковић који су добили 6,1%, односно 7,6% гласова публике.
У другом кругу, преостали финалисти су извели следеће песме:
- Вукашин — More Than Words (Екстрим)
- Александар — Тамара (Борис Новковић)
- Аднан — Пратим те (Тоше Проески)

Такмичење је напустио Александар, који је добио 20,5% гласова публике.
У трећем кругу, преостали финалисти су извели следеће песме:
- Аднан — Теби је лако (Бојан Маровић)
- Вукашин — 

Бивше студенткиње, Милица Мајсторовић и Ана Бебић су извеле своје песме — „Савршени пар“, односно „Преживећу“. Победио је Аднан, који је добио 34,4% гласова публике, наспрам 29,9% које је добио Вукашин. Сви студенти су затим извели рок верзију Химне Академије „Операције Тријумф“, чиме је прва сезона „Операције Тријумф“ завршена.